# Austin Young (Bassist)
Austin „Boots“ Young (* 1890; † nach 1949) war ein US-amerikanischer Jazz-Musiker (Kontrabass, auch Posaune).
Austin Young war ein Cousin des Tenorsaxophonisten Lester Young; sein Vater William, ein Küfer und Farmer, war der ältere Bruder von Lesters Vater Willis Young. Er lernte zunächst Gitarre und Mandoline, bevor er um 1909 zum Kontrabass wechselte. Seinen ersten professionellen Job als Musiker hatte er im Imperial Orchestra in Napoleonville, das von John Nelson geleitet wurde. Danach spielte er bei Earl Foster und Sidney Desvigne in New  Orleans. Während des Ersten Weltkriegs diente er als Baritonhornist in einer Bataillonsband. Nach seiner Entlassung aus der Armee ging er zunächst in Louisiana und Texas auf Tourneen, bevor er um 1920 mit seinem jüngeren Bruder William „Sport“ Young, einem Saxophonisten in der Band seines Onkels Willis spielte. Nach seiner Rückkehr nach New Orleans und weiteren Tourneen arbeitete er 1929 im Raum Milwaukee in der Pettiford-Familienband. 1931 kehrte er endgültig nach New Orleans zurück; Aufnahmen entstanden in den 1940er-Jahren mit Bunk Johnson (1942), Wooden Joe Nicholas (1945), Raymond Burke (1949), Ann Cook (1949) und Louis Nelson Delisle (1949).     
Er ist nicht mit dem Sänger Austin „Skin“ Young zu verwechseln, der bei Paul Whiteman arbeitete.